# Chomik (jezioro)
Chomik (niem. Komnick See) – jezioro w Polsce, położone w województwie warmińsko-mazurskim, w powiecie ostródzkim, w gminie Morąg, na południe od osady Prośno, na obszarze Lasów Taborskich.
Powierzchnia jeziora wynosi około 0,5 ha.